# Tsaft
Tsaft (en àrab تسافت, Tsāft; en amazic ⵜⵚⴰⴼⵜ) és una comuna rural de la província de Driouch, a la regió de L'Oriental, al Marroc. Segons el cens de 2014 tenia una població total de 9.578 persones.